# Ruisseau de Flavion
Ruisseau de Flavion är ett vattendrag i Belgien.   Det ligger i provinsen Namur och regionen Vallonien, i den centrala delen av landet, 70 km sydost om huvudstaden Bryssel.
Omgivningarna runt Ruisseau de Flavion är en mosaik av jordbruksmark och naturlig växtlighet. Runt Ruisseau de Flavion är det ganska tätbefolkat, med 75 invånare per kvadratkilometer.